# Brachymera
Brachymera är ett släkte av tvåvingar. Brachymera ingår i familjen parasitflugor.
Kladogram enligt Catalogue of Life:
| Brachymera | \| \| Brachymera letochai \| \| \| \| \| \| Brachymera rugosa \| \| \| \| |
|            | \| \| Brachymera letochai \| \| \| \| \| \| Brachymera rugosa \| \| \| \| |
|            | Brachymera letochai                                                       |
|            |                                                                           |
|            | Brachymera rugosa                                                         |
|            |                                                                           |